# Clase Holzinger
La Clase Holzinger es una clase de patrulla oceánica (OPV), construido por la Armada de México para su propio uso. Está basado en el diseño de la Clase Uribe comprada a la compañía española naval Empresa Nacional Bazán (actual Navantia) en 1982. Tiene una cubierta de aterrizaje de helicópteros más pequeña que en la Clase Uribe, tiene como armamento principal dos cañones gemelos Bofors 40 mm MK1, pueden operar a bordo el helicóptero MBB Bo 105.
Los buques de la Clase Holzinger fueron los primeros patrulleros de tamaño medio construidos por la Armada de México. Estos buques fueron construidos en los Astilleros de la Armada (ASTIMAR) 1 y 20 en Tampico y en Salina Cruz.

## Unidades
| Identificativo | Nombre          | Alta en la Armada |
| -------------- | --------------- | ----------------- |
| PO 131         | ARM Holzinger   | 01/05/1991        |
| PO 132         | ARM Godínez     | 01/11/1991        |
| PO 133         | ARM De la Vega  | 16/03/1994        |
| PO 134         | ARM Berriozabal | 18/03/1994        |